# Grand Prix Formule 1 van Oostenrijk 2015
De Grand Prix Formule 1 van Oostenrijk 2015 werd gehouden op 21 juni 2015 op de Red Bull Ring. Het was de achtste race van het kampioenschap.

## Wedstrijdverslag

### Achtergrond

#### DRS-systeem
Voor het DRS-systeem wordt, net zoals in 2014, twee detectiepunt gebruikt voor twee DRS-zones. Het detectiepunt voor de eerste DRS-zone ligt voor de tweede bocht, waarna na deze bocht het systeem kan worden geopend. Het tweede detectiepunt ligt na bocht 8, waarna op het rechte stuk met start/finish het systeem gebruikt kan worden. Als een coureur bij de detectiepunten voor deze zones binnen een seconde achter een andere coureur rijdt, mag hij zijn achtervleugel open zetten.

### Kwalificatie
Mercedes-coureurs Lewis Hamilton en Nico Rosberg starten de race vanaf de eerste startrij, nadat zij allebei in hun laatste kwalificatieronde van de baan raakten. Sebastian Vettel kwalificeerde zich voor Ferrari als derde, voor Felipe Massa in zijn Williams. Nico Hülkenberg, die een week eerder de 24 uur van Le Mans won, kwalificeerde zich voor Force India als vijfde, voor de andere Williams van Valtteri Bottas. Toro Rosso-coureur Max Verstappen kwalificeerde zich als zevende, met de Red Bull van Daniil Kvjat en de Sauber van Felipe Nasr achter zich. De top 10 werd afgesloten door de Lotus van Romain Grosjean, die geen tijd neerzette.
De Red Bull-coureurs Daniel Ricciardo en Daniil Kvjat ontvingen na afloop van de kwalificatie allebei een straf van tien startplaatsen omdat zij hun vijfde motor van het seizoen moesten gebruiken, waar er slechts vier toegestaan zijn. Ook McLaren-coureur Fernando Alonso moest een vijfde motor gebruiken, maar verving hiernaast ook zijn turbocharger en MGU-H, die hem ook elk vijf startplaatsen straf opleverden. Uiteindelijk kreeg Alonso twintig startplaatsen straf. Hij kreeg hier later nog eens vijf startplaatsen bij voor een ongeoorloofde wissel van de versnellingsbak. Teamgenoot Jenson Button kreeg een straf van 25 startplaatsen omdat hij naast zijn motor ook drie andere onderdelen moest vervangen.

### Race
De race werd gewonnen door Nico Rosberg die bij de start van de race beter wegkwam en de van pole gestarte Lewis Hamilton voor de eerste bocht inhaalde. 
Vlak na de start kwamen Ferrari-coureur Kimi Räikkönen en Fernando Alonso met elkaar in aanraking en de race werd geneutraliseerd onder de safety car. Na het hervatten van de race lukte het Hamilton niet om aan zijn teamgenoot voorbij te komen en hij finishte als tweede. 
Felipe Massa eindigde als derde doordat het team van Ferrari bij de pitstop van Sebastian Vettel een langzame bandenwissel uitvoerde. Vettel finishte door de mislukte pitstop als vierde. Valtteri Bottas eindigde als vijfde, voor Nico Hülkenberg, zijn beste resultaat van het seizoen. Lotus-coureur Pastor Maldonado haalde enkele ronden voor het einde Max Verstappen in het gevecht om de zevende plaats. De laatste punten gingen naar de Force India van Sergio Pérez en Daniel Ricciardo, die enkele ronden voor het einde de Sauber van Felipe Nasr inhaalde.

## Vrije trainingen
- Er wordt enkel de top 5 weergegeven.

| Vrije training 1 | Pos | No | Coureur          | Constructeur         | Tijd     |
| ---------------- | --- | -- | ---------------- | -------------------- | -------- |
| Vrije training 1 | 1   | 6  | Nico Rosberg     | Mercedes             | 1:10.401 |
| Vrije training 1 | 2   | 44 | Lewis Hamilton   | Mercedes             | 1:10.709 |
| Vrije training 1 | 3   | 7  | Kimi Räikkönen   | Ferrari              | 1:11.028 |
| Vrije training 1 | 4   | 77 | Valtteri Bottas  | Williams-Mercedes    | 1:11.452 |
| Vrije training 1 | 5   | 12 | Felipe Nasr      | Sauber-Ferrari       | 1:11.633 |
| Vrije training 2 | Pos | No | Coureur          | Constructeur         | Tijd     |
| Vrije training 2 | 1   | 5  | Sebastian Vettel | Ferrari              | 1:09.600 |
| Vrije training 2 | 2   | 6  | Nico Rosberg     | Mercedes             | 1:09.611 |
| Vrije training 2 | 3   | 7  | Kimi Räikkönen   | Ferrari              | 1:09.860 |
| Vrije training 2 | 4   | 13 | Pastor Maldonado | Lotus-Mercedes       | 1:09.914 |
| Vrije training 2 | 5   | 44 | Lewis Hamilton   | Mercedes             | 1:10.137 |
| Vrije training 3 | Pos | No | Coureur          | Constructeur         | Tijd     |
| Vrije training 3 | 1   | 5  | Sebastian Vettel | Ferrari              | 1:09.994 |
| Vrije training 3 | 2   | 44 | Lewis Hamilton   | Mercedes             | 1:10.011 |
| Vrije training 3 | 3   | 7  | Kimi Räikkönen   | Ferrari              | 1:10.177 |
| Vrije training 3 | 4   | 11 | Sergio Pérez     | Force India-Mercedes | 1:10.221 |
| Vrije training 3 | 5   | 6  | Nico Rosberg     | Mercedes             | 1:10.332 |

Testcoureurs:
 Jolyon Palmer (Lotus-Mercedes, P14)

## Kwalificatie
| Pos                 | No | Coureur          | Constructeur         | Q1       | Q2       | Q3        | Grid |
| ------------------- | -- | ---------------- | -------------------- | -------- | -------- | --------- | ---- |
| 1                   | 44 | Lewis Hamilton   | Mercedes             | 1:12.218 | 1:09.096 | 1:08.455  | 1    |
| 2                   | 6  | Nico Rosberg     | Mercedes             | 1:10.976 | 1:08.634 | 1:08.655  | 2    |
| 3                   | 5  | Sebastian Vettel | Ferrari              | 1:11.184 | 1:09.932 | 1:08.810  | 3    |
| 4                   | 19 | Felipe Massa     | Williams-Mercedes    | 1:11.830 | 1:09.719 | 1:09.192  | 4    |
| 5                   | 27 | Nico Hülkenberg  | Force India-Mercedes | 1:11.319 | 1:09.904 | 1:09.278  | 5    |
| 6                   | 77 | Valtteri Bottas  | Williams-Mercedes    | 1:11.894 | 1:09.598 | 1:09.319  | 6    |
| 7                   | 33 | Max Verstappen   | Toro Rosso-Renault   | 1:11.307 | 1:09.631 | 1:09.612  | 7    |
| 8                   | 26 | Daniil Kvjat     | Red Bull-Renault     | 1:12.092 | 1:10.187 | 1:09.694  | 15   |
| 9                   | 12 | Felipe Nasr      | Sauber-Ferrari       | 1:12.001 | 1:09.652 | 1:09.713  | 8    |
| 10                  | 8  | Romain Grosjean  | Lotus-Mercedes       | 1:11.821 | 1:09.920 | geen tijd | 9    |
| 11                  | 13 | Pastor Maldonado | Lotus-Mercedes       | 1:11.661 | 1:10.374 |           | 10   |
| 12                  | 9  | Marcus Ericsson  | Sauber-Ferrari       | 1:12.388 | 1:10.426 |           | 11   |
| 13                  | 55 | Carlos Sainz jr. | Toro Rosso-Renault   | 1:11.158 | 1:10.465 |           | 12   |
| 14                  | 3  | Daniel Ricciardo | Red Bull-Renault     | 1:11.973 | 1:10.482 |           | 18   |
| 15                  | 14 | Fernando Alonso  | McLaren-Honda        | 1:12.508 | 1:10.736 |           | 19   |
| 16                  | 11 | Sergio Pérez     | Force India-Mercedes | 1:12.522 |          |           | 13   |
| 17                  | 22 | Jenson Button    | McLaren-Honda        | 1:12.632 |          |           | 20   |
| 18                  | 7  | Kimi Räikkönen   | Ferrari              | 1:12.867 |          |           | 14   |
| 19                  | 98 | Roberto Merhi    | Marussia-Ferrari     | 1:14.071 |          |           | 16   |
| 20                  | 28 | Will Stevens     | Marussia-Ferrari     | 1:15.368 |          |           | 17   |
| 107% tijd: 1:15.994 |    |                  |                      |          |          |           |      |

## Race
| Pos | No | Coureur          | Constructeur         | Rondes | Tijd/Oorzaak uitval | Grid | Punten |
| --- | -- | ---------------- | -------------------- | ------ | ------------------- | ---- | ------ |
| 1   | 6  | Nico Rosberg     | Mercedes             | 71     | 1:30:16.930         | 2    | 25     |
| 2   | 44 | Lewis Hamilton   | Mercedes             | 71     | +8.800              | 1    | 18     |
| 3   | 19 | Felipe Massa     | Williams-Mercedes    | 71     | +17.573             | 4    | 15     |
| 4   | 5  | Sebastian Vettel | Ferrari              | 71     | +18.181             | 3    | 12     |
| 5   | 77 | Valtteri Bottas  | Williams-Mercedes    | 71     | +53.604             | 6    | 10     |
| 6   | 27 | Nico Hülkenberg  | Force India-Mercedes | 71     | +1:04.075           | 5    | 8      |
| 7   | 13 | Pastor Maldonado | Lotus-Mercedes       | 70     | +1 ronde            | 10   | 6      |
| 8   | 33 | Max Verstappen   | Toro Rosso-Renault   | 70     | +1 ronde            | 7    | 4      |
| 9   | 11 | Sergio Pérez     | Force India-Mercedes | 70     | +1 ronde            | 13   | 2      |
| 10  | 3  | Daniel Ricciardo | Red Bull-Renault     | 70     | +1 ronde            | 18   | 1      |
| 11  | 12 | Felipe Nasr      | Sauber-Ferrari       | 70     | +1 ronde            | 8    |        |
| 12  | 26 | Daniil Kvjat     | Red Bull-Renault     | 70     | +1 ronde            | 15   |        |
| 13  | 9  | Marcus Ericsson  | Sauber-Ferrari       | 69     | +2 ronden           | 11   |        |
| 14  | 98 | Roberto Merhi    | Marussia-Ferrari     | 68     | +3 ronden           | 16   |        |
| DNF | 8  | Romain Grosjean  | Lotus-Mercedes       | 35     | Versnellingsbak     | 9    |        |
| DNF | 55 | Carlos Sainz jr. | Toro Rosso-Renault   | 35     | Vermogen            | 12   |        |
| DNF | 22 | Jenson Button    | McLaren-Honda        | 8      | Motor               | 20   |        |
| DNF | 28 | Will Stevens     | Marussia-Ferrari     | 1      | Olielek             | 17   |        |
| DNF | 7  | Kimi Räikkönen   | Ferrari              | 0      | Botsing             | 14   |        |
| DNF | 14 | Fernando Alonso  | McLaren-Honda        | 0      | Botsing             | 19   |        |

## Tussenstanden na de Grand Prix

### Coureurs
| Positie | Nummer | Rijder           | Team              | Punten |
| ------- | ------ | ---------------- | ----------------- | ------ |
| 1       | 44     | Lewis Hamilton   | Mercedes          | 169    |
| 2       | 6      | Nico Rosberg     | Mercedes          | 159    |
| 3       | 5      | Sebastian Vettel | Ferrari           | 120    |
| 4       | 7      | Kimi Räikkönen   | Ferrari           | 72     |
| 5       | 77     | Valtteri Bottas  | Williams-Mercedes | 67     |

### Constructeurs
| Positie | Team                 | Punten |
| ------- | -------------------- | ------ |
| 1       | Mercedes             | 328    |
| 2       | Ferrari              | 192    |
| 3       | Williams-Mercedes    | 129    |
| 4       | Red Bull-Renault     | 55     |
| 5       | Force India-Mercedes | 31     |